# Das Schlitzohr vom Highway 101
Das Schlitzohr vom Highway 101 (Originaltitel: Delitto sull'autostrada) ist ein 1982 veröffentlichter Spielfilm mit Tomás Milián in der Hauptrolle von dem Regisseur Bruno Corbucci. Der Film ist eine Mischung aus dem italienischen Polizeifilm, dem Poliziottesco und einer Komödie.

## Handlung
In Italien nehmen die Überfälle auf den Autobahnen stetig zu. Die Gangsterbanden haben es insbesondere auf die LKW mit wertvoller Ladung abgesehen. Nach der Ermordung eines Lastkraftwagenfahrers wird der Polizist Nico Giraldi in einer geheimen Mission eingesetzt um die Hintermänner zu fassen.

## Kritik
„Ein Serienprodukt, das Komödie und Action bietet und sie mit müden Sprüchen und rührseligem Beiwerk verbindet.“

## Weiteres
- Im Film hat die in Italien sehr erfolgreiche Sängerin Viola Valentino einen Auftritt in einer Diskothek. Sie singt dort den Titel "Sola" von den Komponisten Maurizio Fabrizio und Vincenzo Spampinato. Der Titel ist in Italien recht bekannt und konnte sich in der italienischen Hitparade platzieren[2].